# Olympische Jugend-Sommerspiele 2010/Teilnehmer (Albanien)
| Gelbes Symbol für Goldmedaillen mit stilisierten Olympischen Ringen | Graues Symbol für Silbermedaillen mit stilisierten Olympischen Ringen | Braundes Symbol für Bronzemedaillen mit stilisierten Olympischen Ringen |
| ------------------------------------------------------------------- | --------------------------------------------------------------------- | ----------------------------------------------------------------------- |
| —                                                                   | —                                                                     | —                                                                       |

Die Jugend-Olympiamannschaft aus Albanien für die I. Olympischen Jugend-Sommerspiele vom 14. bis 26. August 2010 in Singapur bestand aus vier Athleten. Sie konnten keine Medaille gewinnen.

## Athleten nach Sportarten

### Judo
Mädchen
- Julanda Bacaj
Klasse bis 63 kg: 13. Platz
Mixed: 5. Platz (im Team New York)

### Leichtathletik
Jungen
- Julsian Gega
100 m: disqualifiziert (Vorrunde)

### Rudern
Jungen
- Marsel Nikaj
Einer: 10. Platz

### Schwimmen
Mädchen
- Reni Jani
50 m Freistil: 49. Platz (Vorrunde)
50 m Schmetterling: 22. Platz (Vorrunde)